# Cybaeus itsukiensis
Cybaeus itsukiensis är en spindelart som beskrevs av Teruo Irie 1998. Cybaeus itsukiensis ingår i släktet Cybaeus och familjen vattenspindlar. Inga underarter finns listade i Catalogue of Life.